# Анісфельд Борис Ізраїлевич
Борис Ізраїлевич (Бер Срулевич) Анісфельд (нар.. 2 жовтня (14 жовтня) 1878, Бельці, Бессарабська губернія — пом.. 4 грудня 1973, Вотерфорд (шт. Коннектикут), США) — російський і американський художник, сценограф.

## Біографія
Народився 1878 року в містечку Бєльці Бессарабської губернії в сім'ї керуючого маєтком Срула Рувіновича Анісфельда та його дружини Гітлі Їциківни. Батьки хотіли його бачити скрипалем.
1895–1900 — без особливої підготовки вступив до Одеської малювальної школи, де навчався у Геннадія Ладиженського та Киріака Костанді, яку закінчив у числі найкращих.
1901–1909 — як випускник Одеської школи, був без іспитів прийнятий до Петербурзької Академії мистецтв, де був визначений у клас батального живопису професора Павла Ковалевського, відомого також майстерно виконаними зображеннями коней, де пробув недовго Потім, знову ж таки недовго, навчався у майстернях Іллі Рєпіна і зрештою опинився у Дмитра Кардовського, блискучого рисувальника.
1901 — член об'єднання «Світ мистецтва», брав участь також у виставках «Союзу російських художників».

## Живопис
1906 — роботи Анісфельда відбирає Сергій Дягілєв для виставки «Миру мистецтва», які прихильно приймають критики. Позитивні відгуки надходять і від метрів: Михайла Нестерова та інших.
У Парижі в рамках «Осіннього салону», де стараннями Дягілєва було влаштовано знамениту «Виставку російського мистецтва», одним із семи російських художників, обраних дійсними членами паризького Салону, став і студент Академії мистецтв Борис Анісфельд. Це почесне звання дозволяло в майбутньому раз на рік, без конкурсу, виставлятись на цьому престижному показі. Після успіху за кордоном художник стає затребуваним і вдома: Третьяковська галерея «взяла» його натюрморт «Квіти», його картини починають купувати колекціонери.
Як художник відомий також образами казкових мрій і феєрій (Східна легенда, 1905, Третьяковська галерея; Чарівне озеро, 1914, Російський музей); художник прагнув особливої, ірреальної передачі кольору.

## Графіка
Співпрацював із часописами, у тому числі з «Жупелом». У видавництві «Шипшина» для листівки використовувався його сатиричний журнальний малюнок, інший його малюнок — «Садко» — вийшов на листівці «Общини Святої Євгенії».

## Театральні роботи
Найбільш органічним способом самовираження стало для нього мистецтво театру. Дебютував як сценограф, оформивши спектакль «Весілля Зобеїди» за Г. фон Гофмансталем (1907, театр Віри Комісаржевської, режисер Всеволод Мейєрхольд).
1909 — працював для «Російського балету» Сергія Дягілєва, виконуючи декорації за ескізами Леона Бакста та інших майстрів.
Самостійно оформив балети:
- «Підводне царство» на музику Миколи Римського-Корсакова (1911, постановка Михайла Фокіна, трупа Російський балет Дягілєва),
- «Ісламей» Милія Балакірєва (1912, Маріїнський театр, балетмейстер М. М. Фокін),
- «Прелюдія» Ференца Ліста та «Сім дочок гірського короля» Олександра Спендіарова, балетмейстер Михайло Фокін (1912 1913, антреприза Анни Павлової в Берліні)
- «Єгипетські ночі» Антона Аренського (1913-1914, антреприз М. М. Фокіна в Берліні та Стокгольмі),
- «Видіння троянди» на музику Карла Марії фон Вебера
- «Сільфіди» на музику Фридерика Шопена (1914, антреприза Вацлава Ніжинського в Лондоні) та ряд інших.

## США
1917 року Борис Анісфельд отримав запрошення Бруклінського музею, Нью-Йорк, з пропозицією влаштувати виставку, і восени 1917 року, незадовго до жовтневих подій, отримавши дозвіл комісаріату Академії мистецтв, сімейство Анісфельдів виїхало через Сибір і Далекий Схід до Японії. 1918 року облаштувався у Нью-Йорку. Виставка (перша персональна виставка художника) справді відбулася у Бруклінському музеї завдяки відомому американському критику Крістіану Брінтону, великому шанувальнику російського мистецтва та творчості Анісфельда у тому числі.
Плідно співпрацював із театром «Метрополітен Опера», а з 1921 року — і з Чиказькою оперою, оформляє безліч вистав, балетів, опер тощо. Але світ змінюється, і «алхіміку кольору» вже неможливо підлаштовуватись під модний «конструктивізм» — і 1928 року «Метрополітен-опера» відкидає його прикраси до балету «Турандот». Роман із театром закінчено назавжди, і художник, переїхавши до Чикаго, аж до 1957 року викладав у місцевому Художньому інституті. Він також активно працював як станковий живописець, створюючи полотна в дусі декоративного ліричного експресіонізму, у 1940–1950 — х роках виконав серію картин на євангельську тематику.
Помер Борис Анісфельд у Вотерфорді (штат Коннектикут) 4 грудня 1973 року.

## Галерея

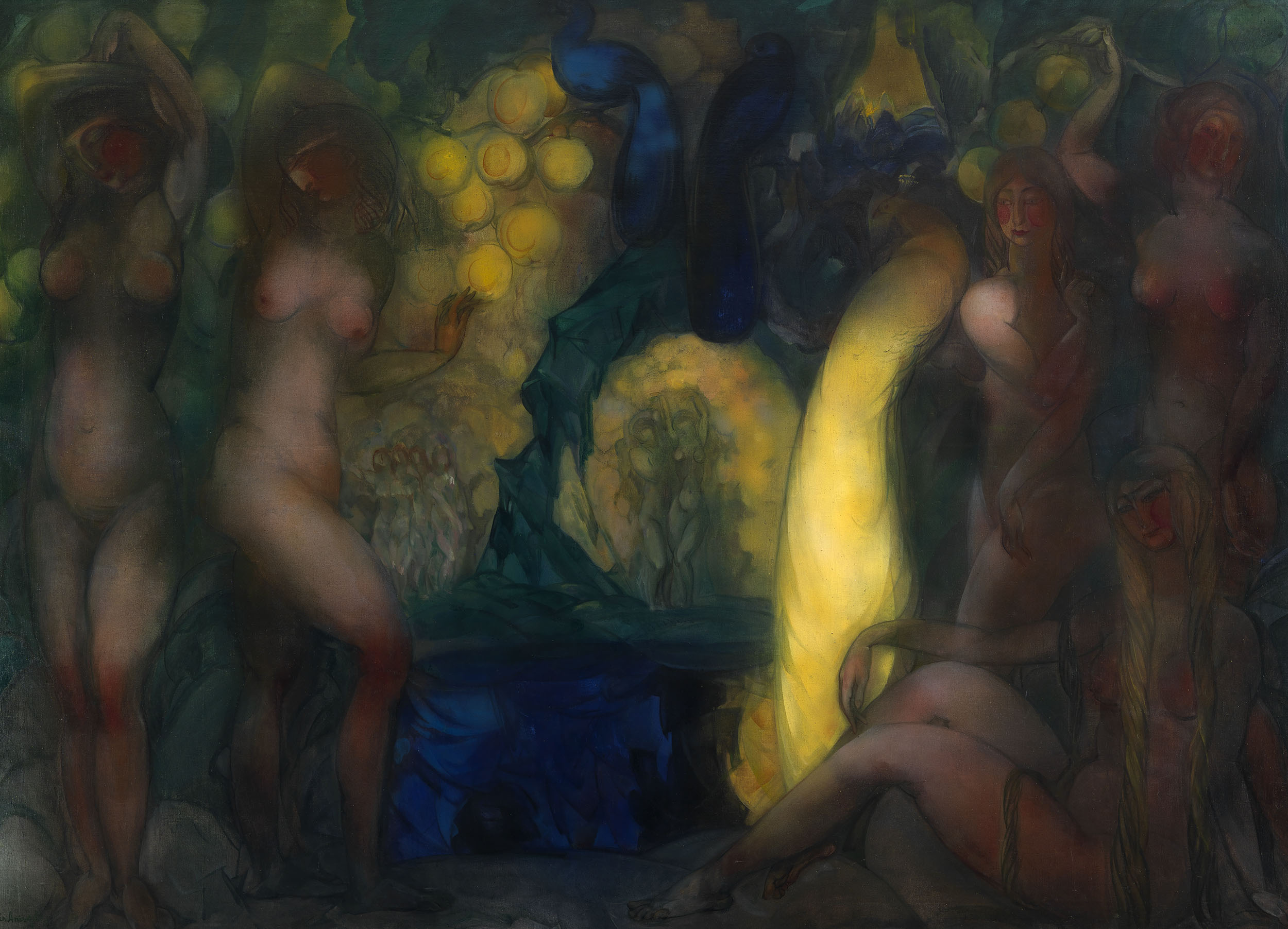
Сад Гесперід. Між 1914 та 1916.
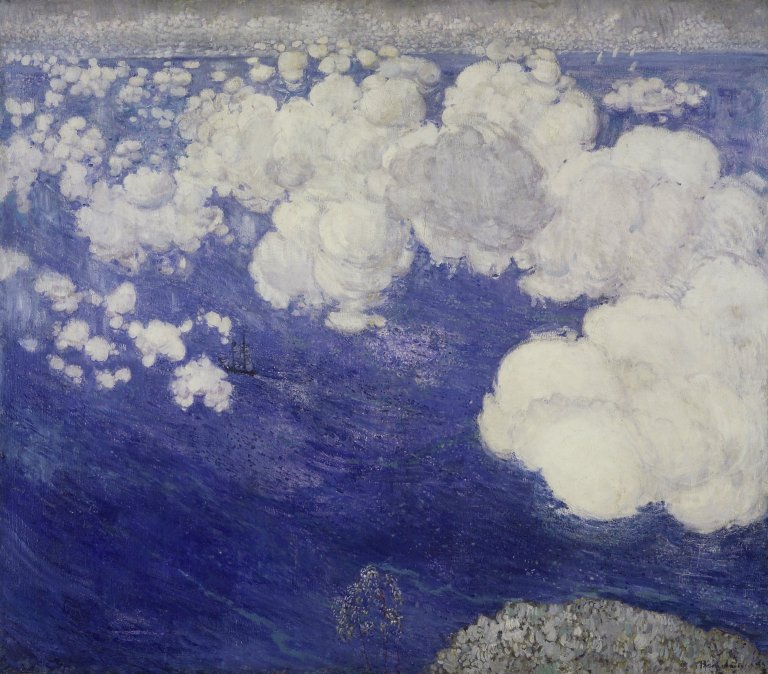
Хмари над Чорним морем, Крим. Близько 1906, Бруклінський музей, Нью-Йорк.
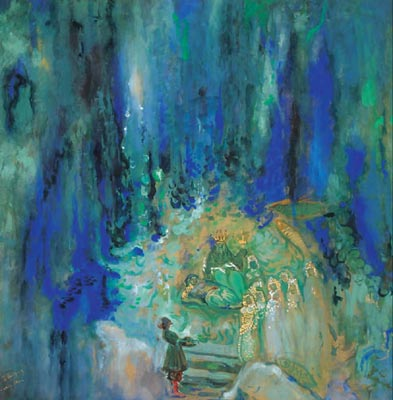
Ескіз декорації до балету « Підводне царство » Сергія Дягілєва.
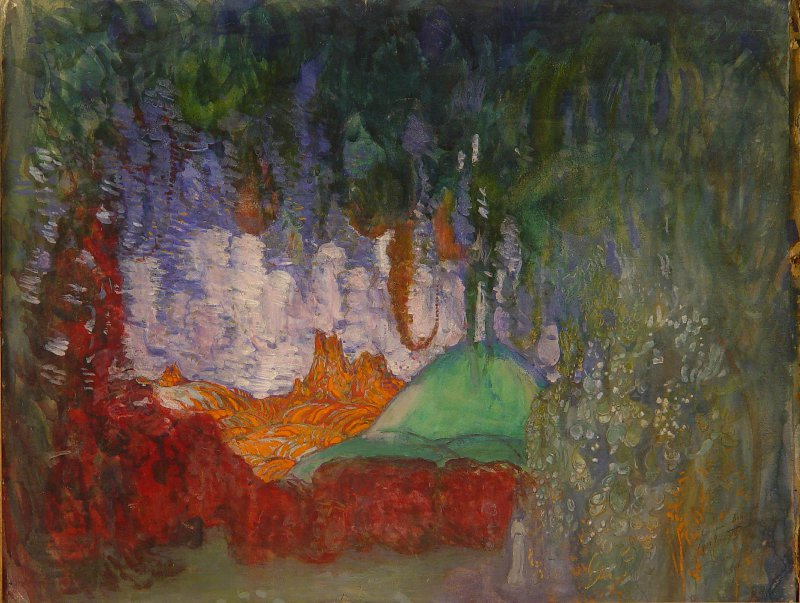
Білий віяло. 1906, Державний музей образотворчих мистецтв Республіки Татарстан
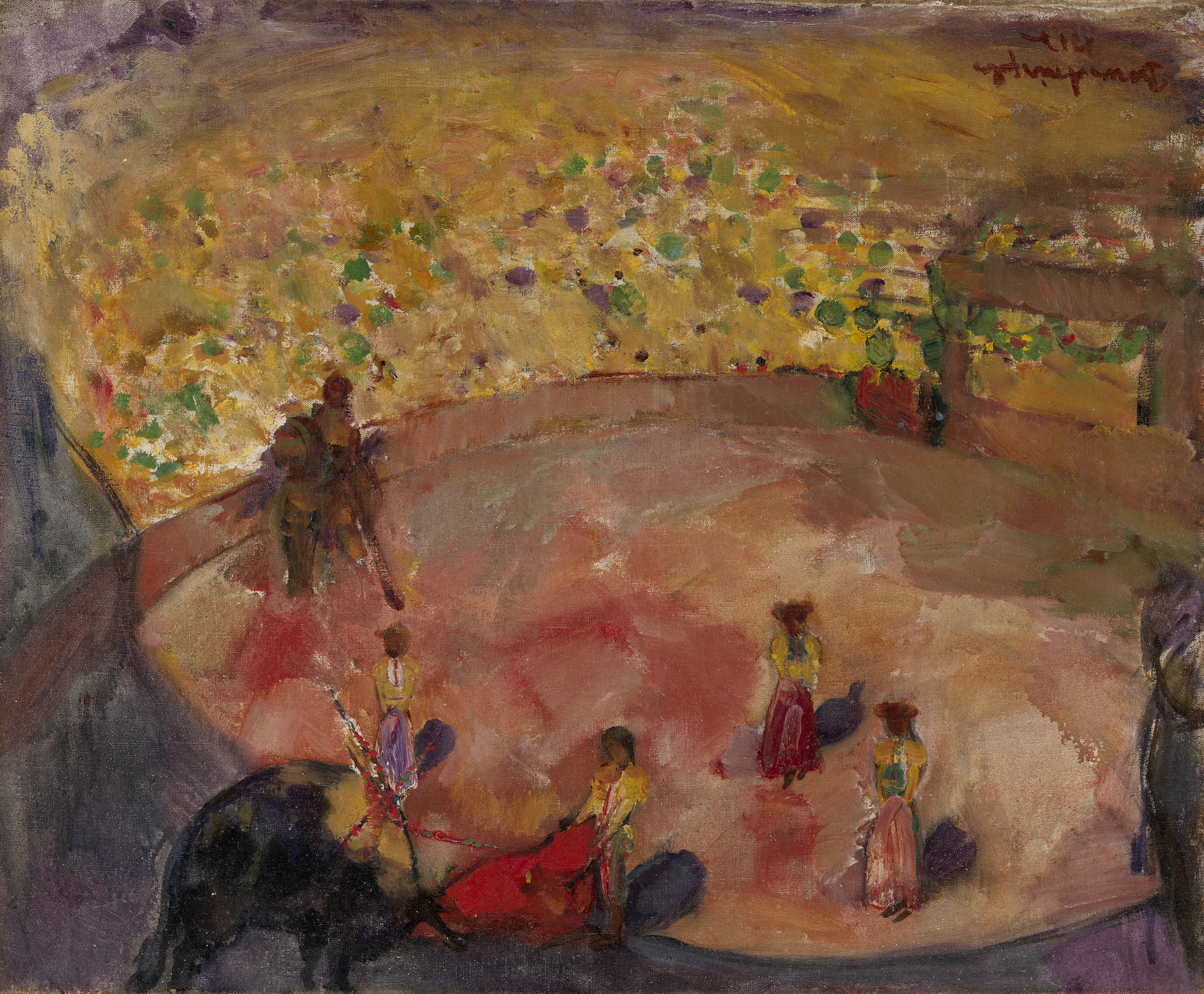
Корида в Сан-Себастьяні, 1912.
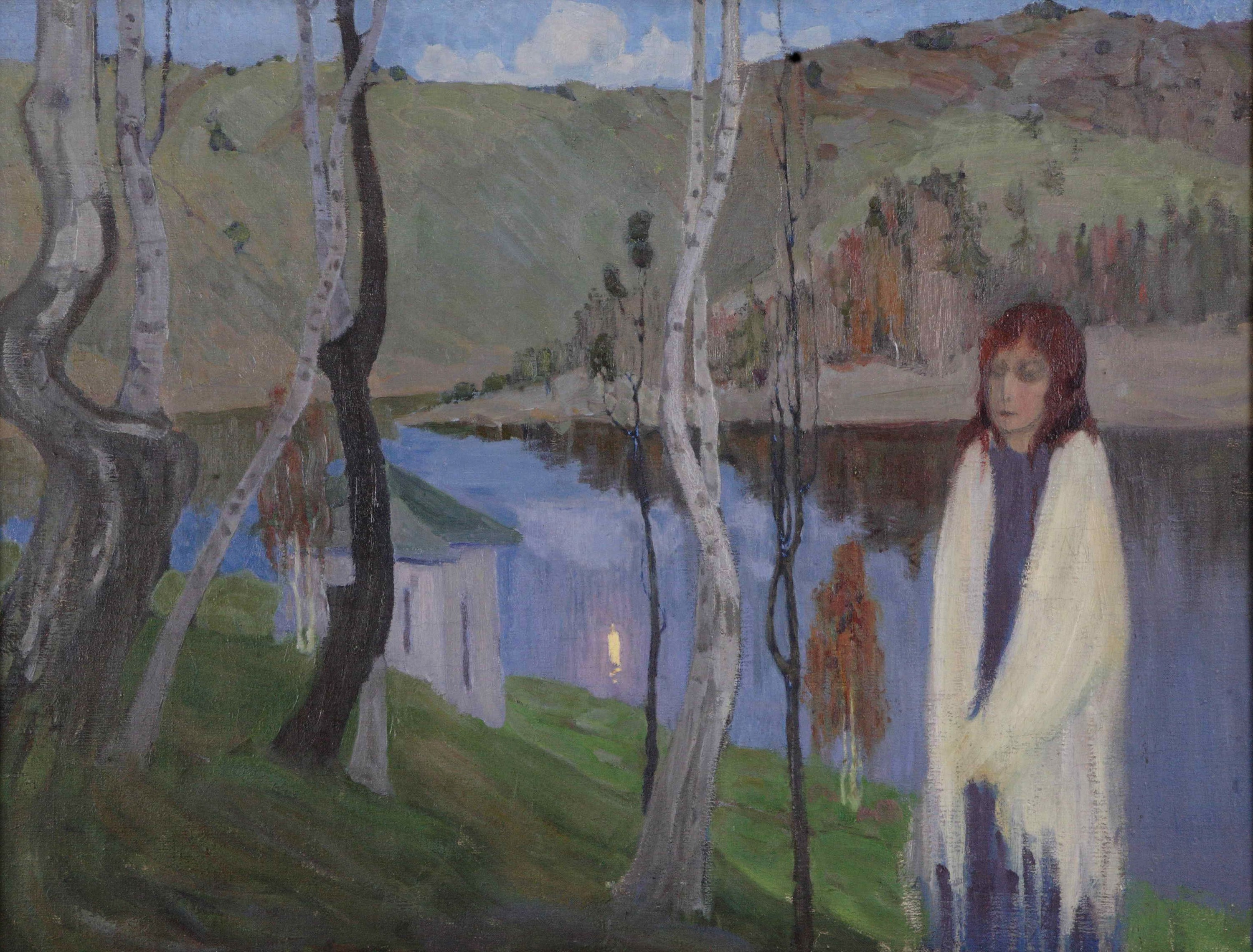
Літній вечір. меланхолія. Між 1910 та 1911, Пермська державна художня галерея.
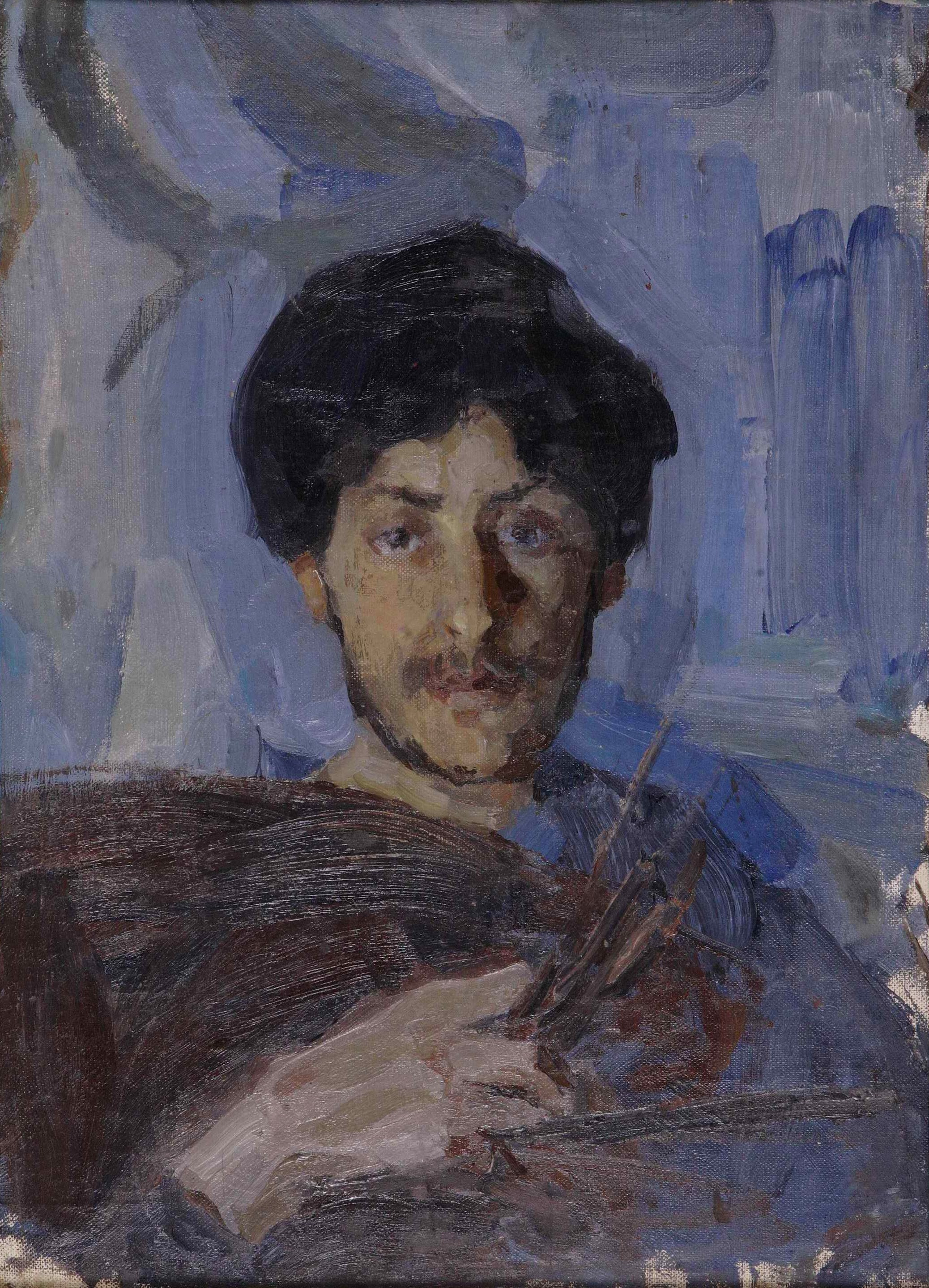
Автопортрет. 1910, Пермська державна художня галерея.
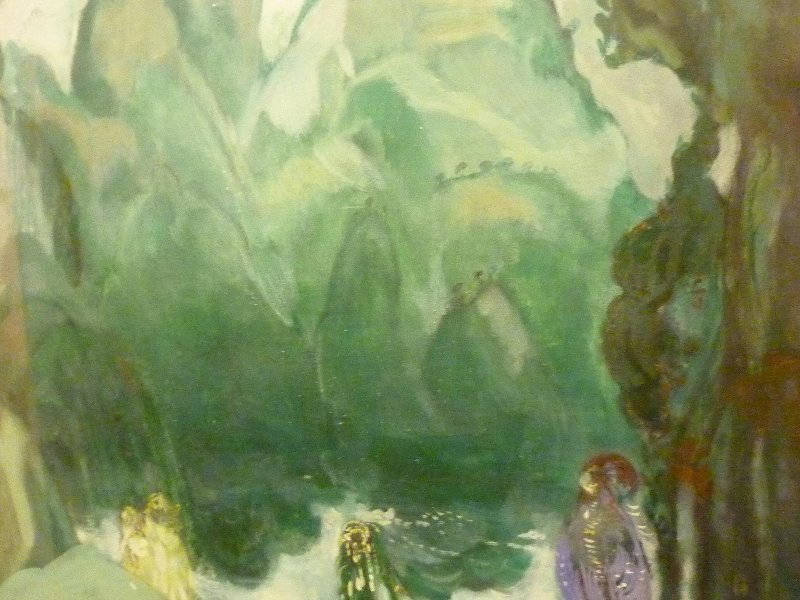
Магічне озеро. 1914, Державний Російський музей.
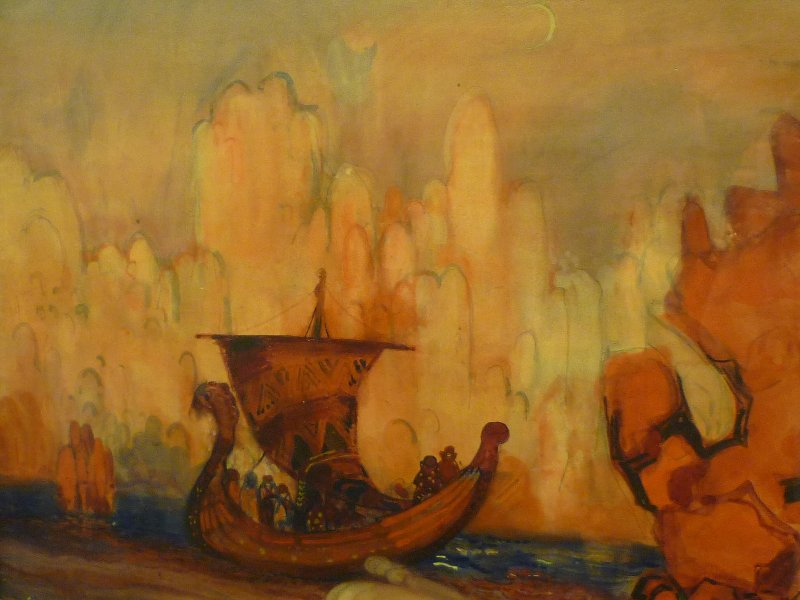
Плавучий корабель, 1914, Державний Російський музей.
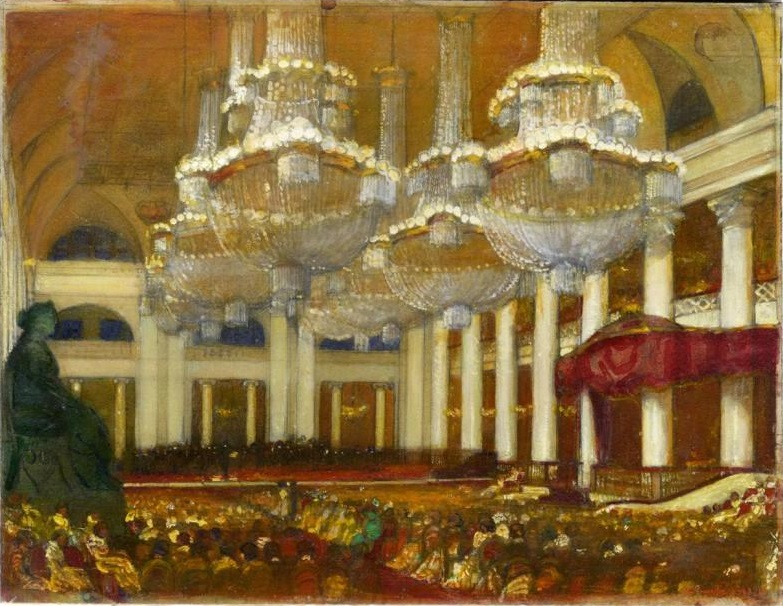
Зал Санкт-Петербурзьких дворянських зборів. 1916.
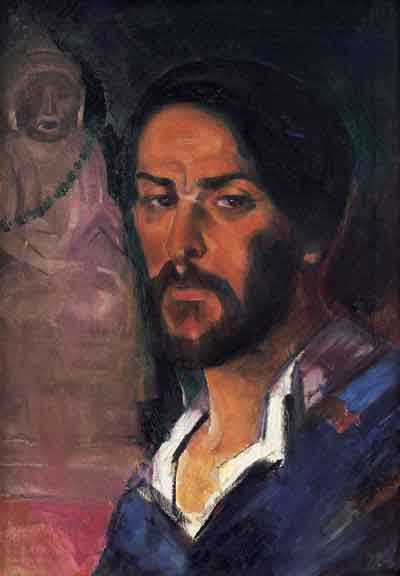
Автопортрет, 1910-ті роки. Приватна колекція, США.
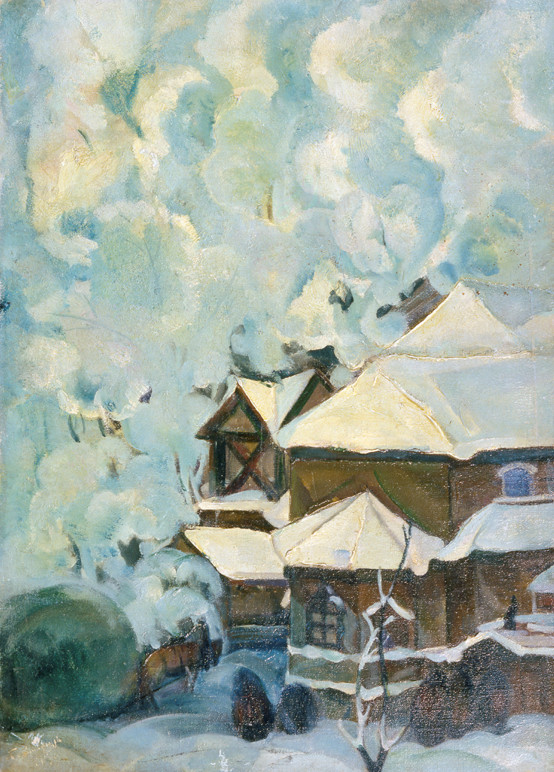
Зміній пейзаж, 1914, Архангельський музей образотворчих мистецтв.